# جيمس أنتوني كارمايكل
جيمس أنتوني كارمايكل (بالإنجليزية: James Anthony Carmichael)‏ هو ملحن ومنتج أسطوانات أمريكي، ولد في 14 سبتمبر 1941 في غادسدن في الولايات المتحدة.

## وصلات خارجية
- جيمس أنتوني كارمايكل على موقع ميوزك برينز (الإنجليزية)
- جيمس أنتوني كارمايكل على موقع ديسكوغز (الإنجليزية)
- جيمس أنتوني كارمايكل على موقع ديسكوغز (الإنجليزية)